# Astragalus gypsodes
Astragalus gypsodes es una especie de planta del género Astragalus, de la familia de las leguminosas, orden Fabales.

## Distribución
Astragalus gypsodes se distribuye por Estados Unidos.

## Taxonomía
Fue descrita científicamente por Barneby. Fue publicada en Amer. Midl. Naturalist 55: 499 (1956).